# Aschersleben
Aschersleben est une ville d'Allemagne située en Saxe-Anhalt, dans l'arrondissement du Salzland. La commune, par sa situation géographique, est souvent appelée la « porte du Harz ». Aschersleben est la plus ancienne ville en Saxe-Anhalt, authentifiée par un document en 748, et le siège ancestral de la maison d'Ascanie.

## Géographie

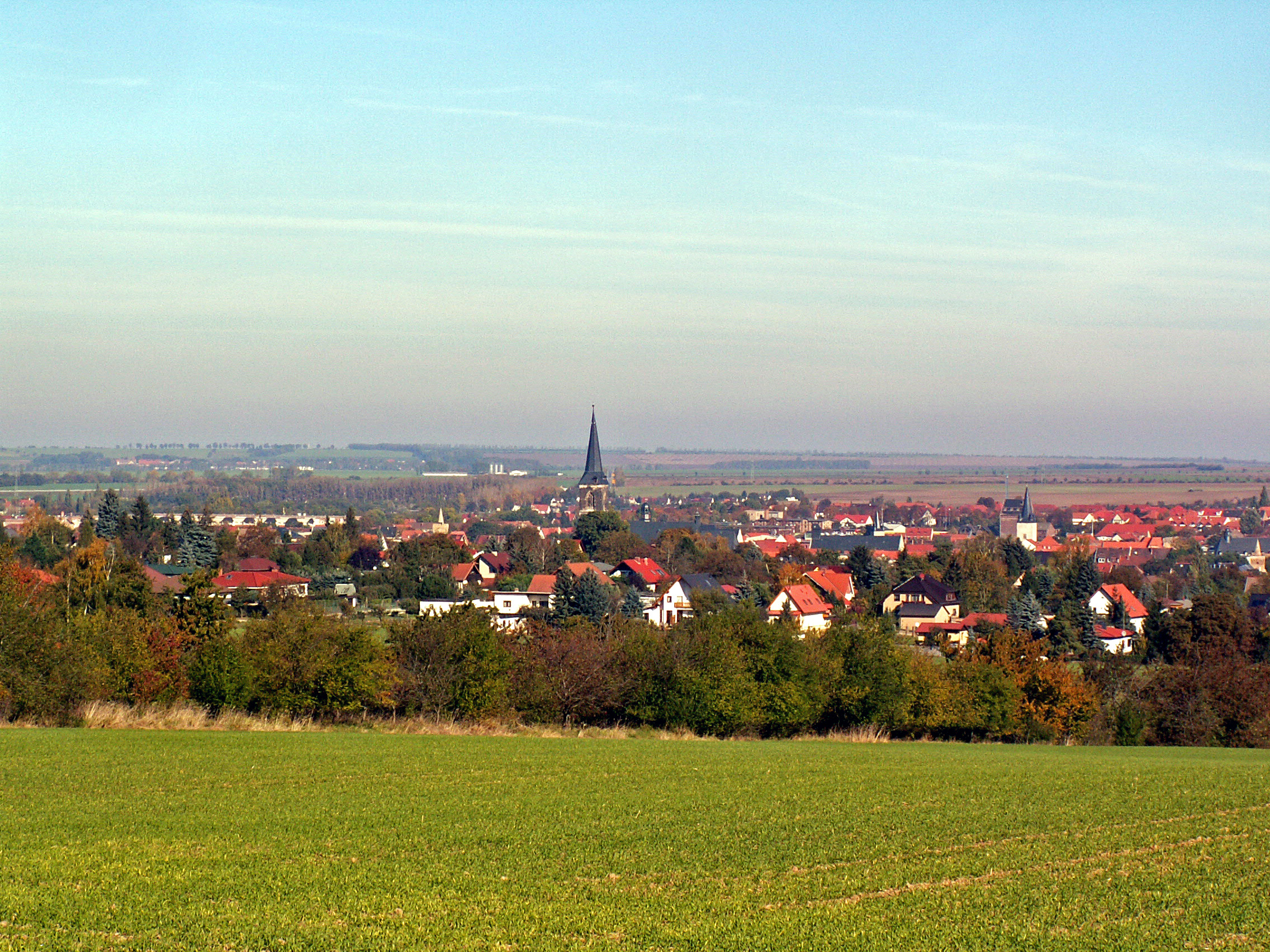
Vue sur la ville.

La commune se trouve au piemont nord-est du massif du Harz et au sud de la Magdeburger Börde, une plaine fertile située au centre de la Saxe-Anhalt. Les environs d'Aschersleben, une région agricole en pente douce, font partie du bassin hydrographique de la rivière Wipper, affluent gauche de la Saale.
Le centre-ville est situé à environ 50 kilomètres au sud-ouest de Magdebourg, capitale du Land, et à environ 50 kilomètres au nord-ouest de Halle. Aschersleben bénéficie d'une jonction directe à la Bundesautobahn 36 ; la Bundesstraße 180 et la Bundesstraße 185 se croisent dans la ville.
La ligne de Benrath séparant les dialectes du bas saxon (ostphalien) de ceux du moyen-allemand oriental passe au sud de la ville.

### Quartiers
En plus du centre-ville, le territoire communal comprend onze localités :
| - Drohndorf - Freckleben - Groß Schierstedt - Klein Schierstedt | - Mehringen - Neu Königsaue - Schackenthal - Schackstedt | - Westdorf - Wilsleben - Winningen |

## Histoire
| Appartenances historiques Duché de Saxe 804-1212 Principauté d'Anhalt 1212-1252 Principauté d'Anhalt-Aschersleben 1252-1315 Principauté épiscopale d'Halberstadt 1315-1648 Royaume de Prusse (Principauté d'Halberstadt) 1648–1807 Royaume de Westphalie 1807–1813 Royaume de Prusse (Province de Saxe) 1815–1918 République de Weimar 1918–1933 Reich allemand 1933–1945 Allemagne occupée 1945–1949 République démocratique allemande 1949–1990 Allemagne 1990–présent |

Des découvertes archéologiques suggèrent que le site bénéficiant d'un climat favorable était déjà habité durant le Néolithique. À l'époque des grandes invasions, les Warnes, un peuple germanique, s'installe dans la région.
Des chroniques médiévales parlent d'une première mention de la localité d'Ascegereslebe dans l'an 748, en relation avec la fondation de l'abbaye de Fulda par le saint Boniface de Mayence et avec les affrontments entre Pépin le Bref et son demi-frère Griffon en Saxe. Ainsi Aschersleben est la ville la plus vieille de la Saxe-Anhalt.
Dès le XIe siècle, la ville dépendit des seigneurs de la maison d'Ascanie (Ascharia). C'était Albert l'Ours, comte de Ballenstedt et d'Orlamünde, qui est devenu l'un des principaux princes de son temps et le fondateur de la marche de Brandebourg. La maison d'Anhalt, une branche collatérale de la famille, issue de Henri Ier qui reçut la principauté d'Anhalt à la suite du décès de son père le duc Bernard III de Saxe en 1212.

### Comtes d'Aschersleben
Les comtes d'Aschersleben en Saxe étaient aussi, à partir de 1252, princes d'Anhalt-Aschersleben. Ils sont tous descendants de la dynastie d'Ascanie.
- Date inconnue-1170: Albert Ier l’Ours, comte de Ballenstedt, duc de Saxe, margrave de Brandebourg
- 1170-1212: Bernard, duc de Saxe et fils d'Albert
- 1212-1252: Le comté est intégré à la principauté d'Anhalt sous Henri Ier, fils de Bernard
- 1252-1266: Henri II d'Anhalt-Aschersleben, fils aîné du prince Heinrich Ier d'Anhalt
- 1266-1305: Othon Ier d'Anhalt-Aschersleben, fils ainé d'Henri II
  - 1266-1283: Henri III d'Anhalt-Aschersleben, fils cadet d'Henri II
- 1305-1315: Othon II d'Anhalt-Aschersleben, fils d'Othon Ier, meurt sans héritier mâle.

La principauté d'Anhalt-Aschersleben est annexée par la principauté épiscopale d'Halberstadt.
Pendant la Seconde Guerre mondiale, Aschersleben est la cible de six bombardements britanniques et américains, qui entraînent la mort de 450 résidents, et à peu près 20 % de la ville a été détruit.

### Bâtiments et sites notables
Comme Aschersleben était un membre de la Ligue hanséatique, beaucoup de bâtiments dans le centre historique furent construits en gothique de brique comme à Lübeck, la capitale de la ligue.
Le mur de la ville, construit en gravats au XIVe siècle, et 15 tours de défense du Moyen Âge sont bien conservés. La Porte de Saint-Jean se situe au nord du centre historique sous la Tour de Saint-Jean, la tour la plus haute (42 m) et construite en 1380. La base de la tour Schmaler Heinrich (32 m), construite en 1442, est extrêmement petite (6 × 6 m).
Comme il n'y avait pas beaucoup de bois près de la ville, la plupart des maisons historiques est construite en briques où en grès. Seulement les familles les plus riches vivaient dans une maison à colombages, comme p.e. la maison Krukmannsches Haus qui fut construite en 1572. La maison Lederer Bräustübl, construite en 1512, est une ancienne brasserie.
L'Église de Saint-Stéphane est une gothique église protestante avec trois nefs construite au XIVe siècle. L'Hôtel de ville fut construit en 1517 et transformé plusieurs fois. L'Église Sainte-Marguerite est une petite église catholique construite vers l'an 1100 qui est mentionnée pour la première fois en 1303.

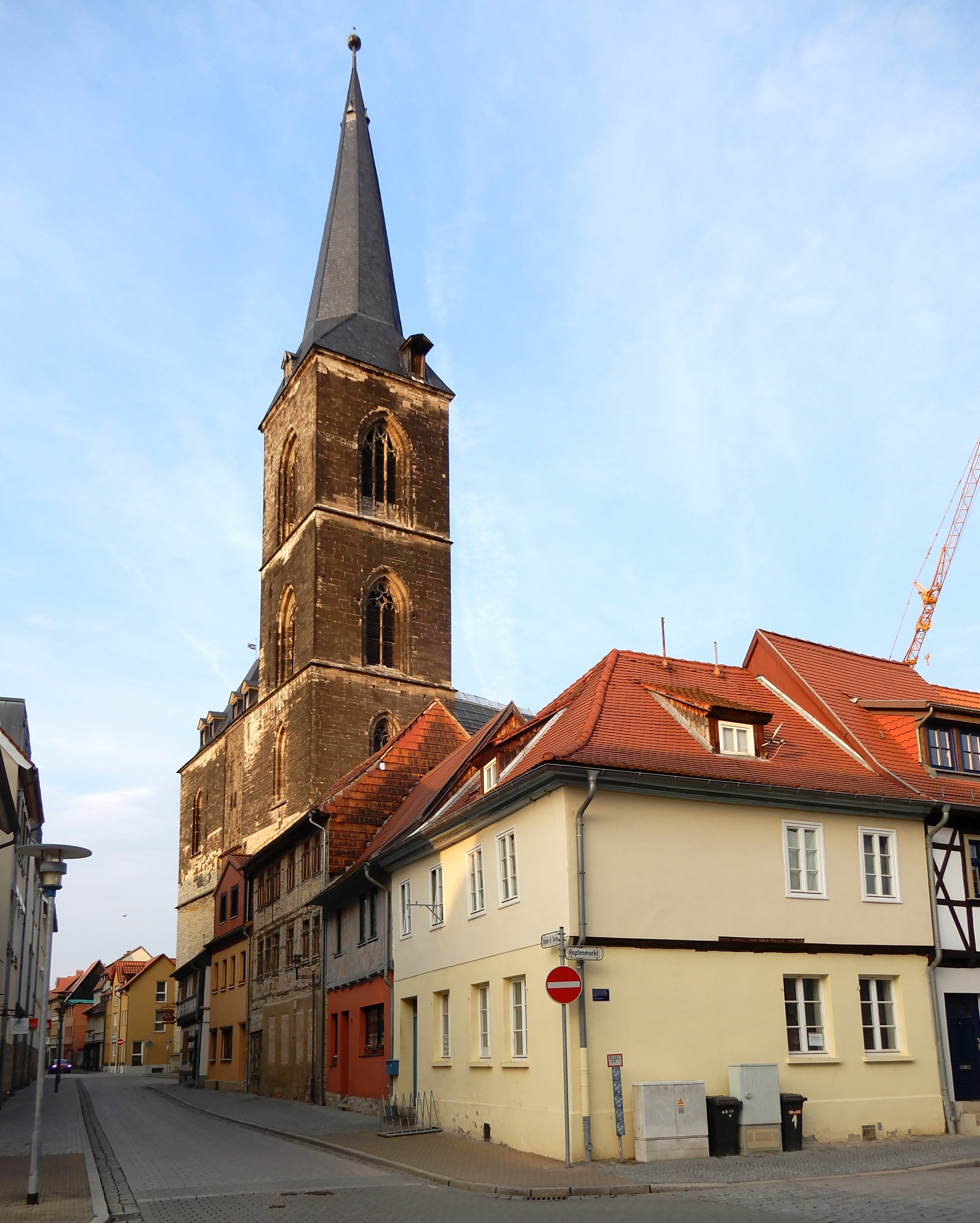
L'Église de Saint-Stéphane
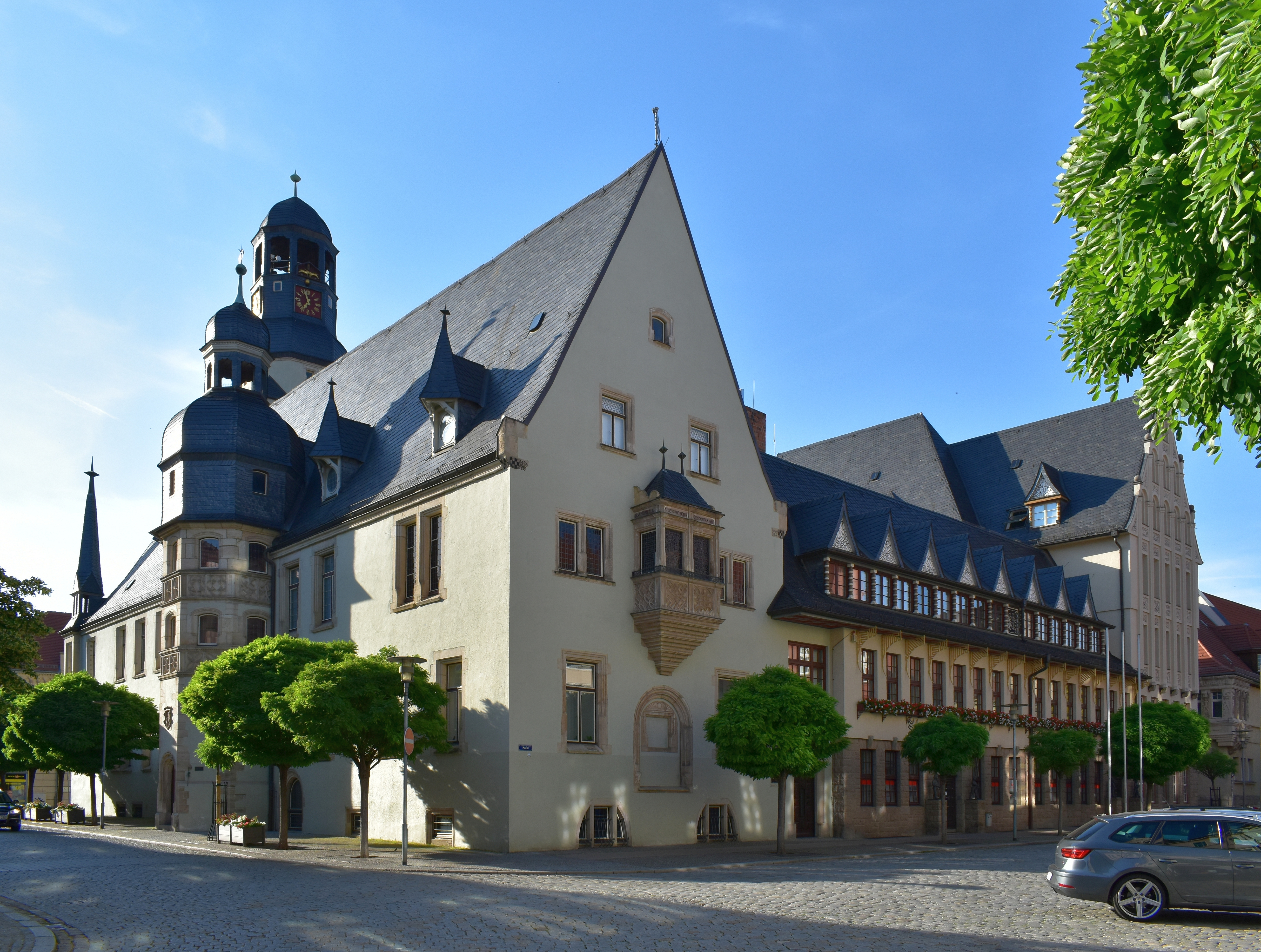
L'Hôtel de ville
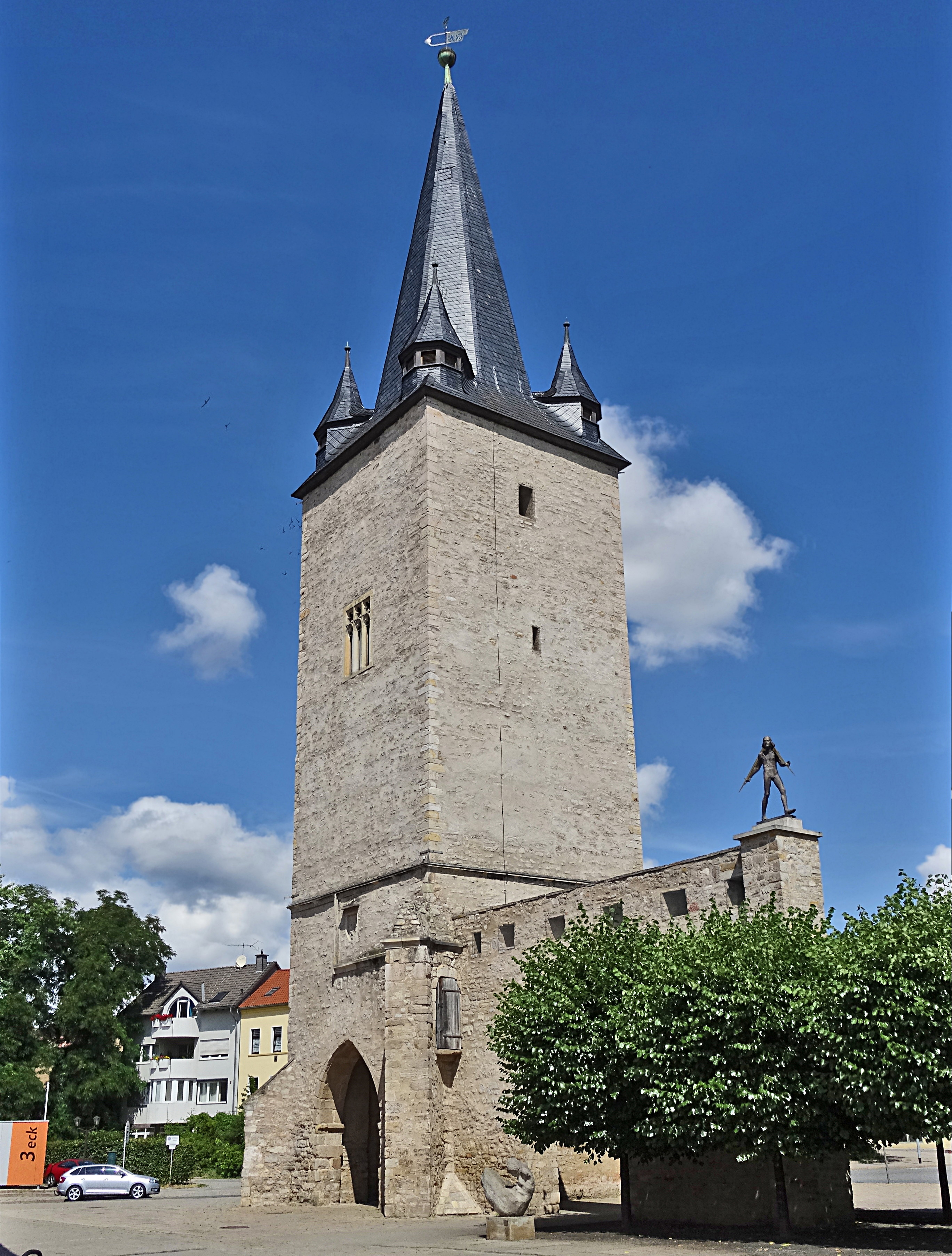
La Porte et la Tour de Saint-Jean
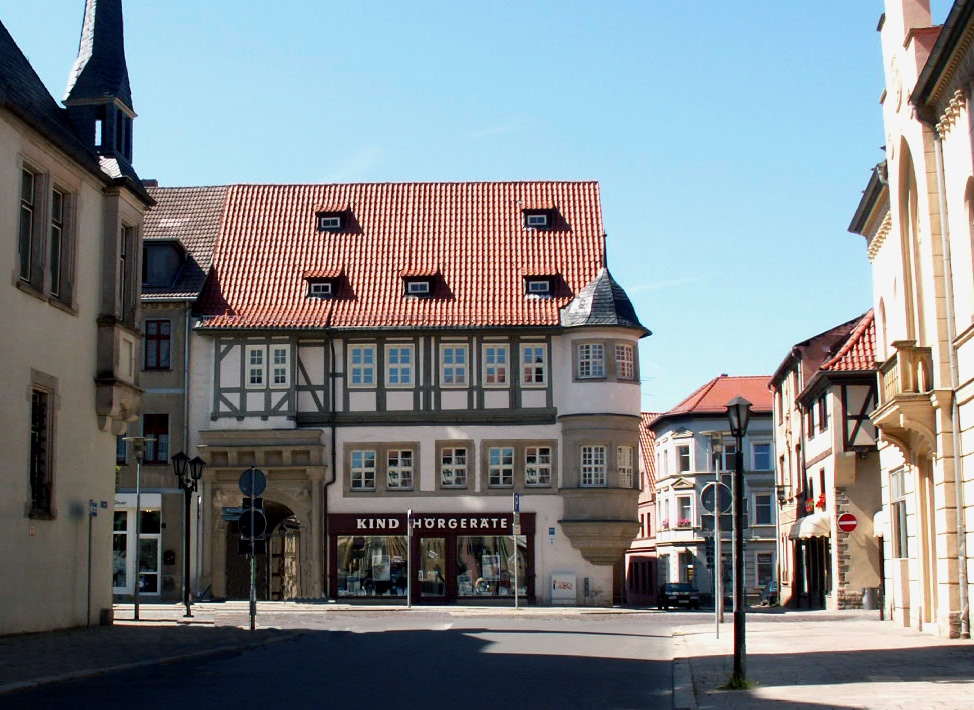
La maison Krukmannsches Haus
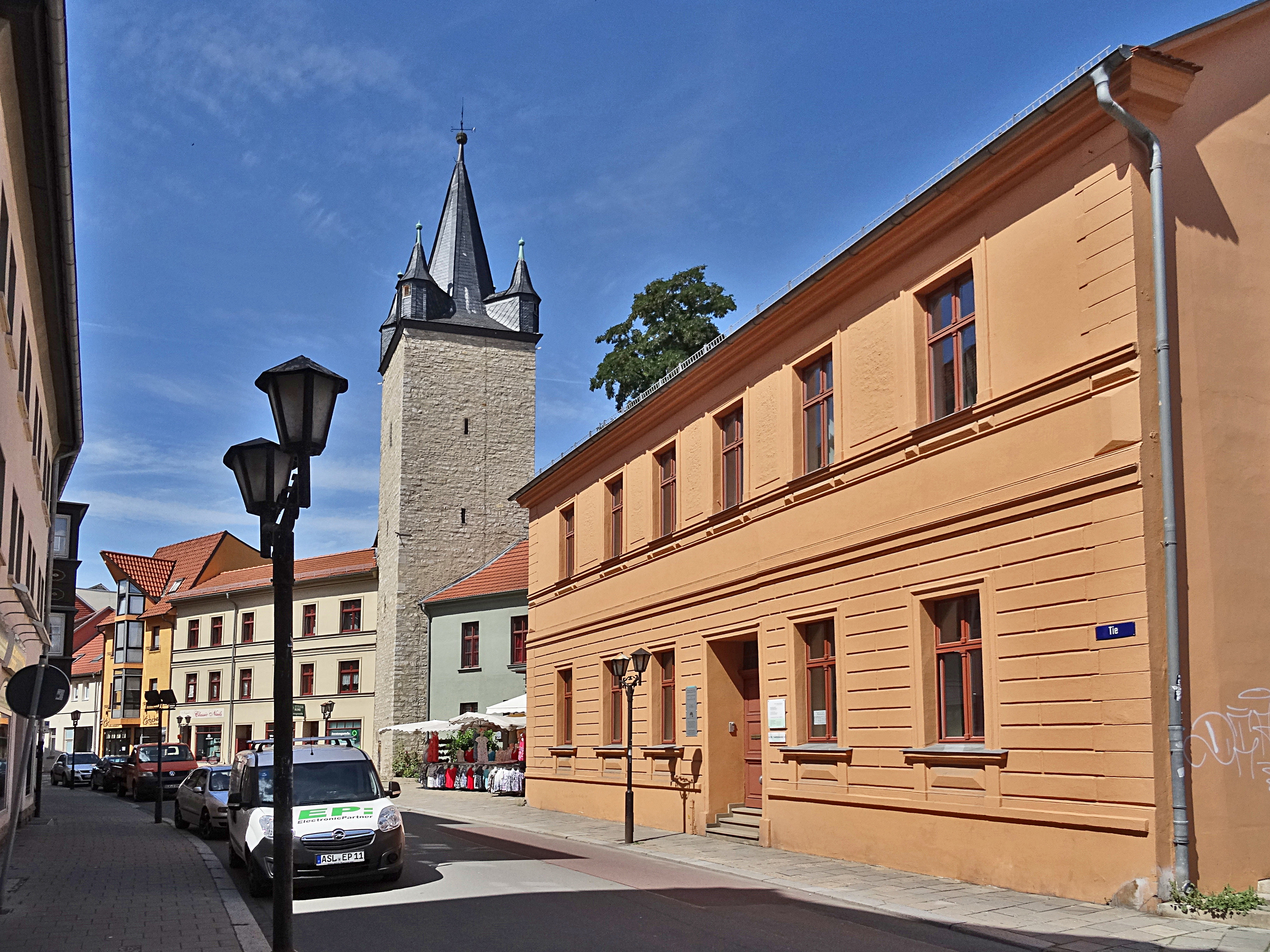
Une rue typique au centre avec la tour Schmaler Heinrich

## Jumelages
La ville d'Aschersleben est jumelée avec :
- Peine (Allemagne) depuis 1990
- Trenčianske Teplice (Slovaquie) depuis 2002
- Kerava (Finlande) depuis 2010

## Personnalités liées à la ville
Personnalités nées à Aschersleben :
- Otto Arndt (1920-1992), homme politique ;
- Siegfried Ballerstedt (né en 1937), joueur de water-polo ;
- Friedrich Robert von Beringe (1865-1940), officier de la Deutsches Heer ;
- Rudolf Christian Böttger (1806-1881), chimiste ;
- Gottfried Adolf Kinau (1814-1887), astronome ;
- Hugo von Douglas (1837-1912), mémorialiste et homme politique ;
- Johann August Ephraim Goeze (1731-1793), zoologue ;
- Richard Hoche (1834-1906), philologue et enseignant ;
- Ernst Klodwig (1903-1973), pilote automobile ;
- Robert Leffler (1866-1940), chanteur, acteur et réalisateur ;
- Anna Muthesius (1870-1961), modéliste ;
- Adam Olearius (1599-1671), universitaire, mathématicien et géographe ;
- Hermann Eberhard Pflaume (1869-1921), architecte ;
- Lilo Ramdohr (1913-2013), résistante anti-nazie ;
- Gerd von Rundstedt (1875-1953), officier de la Wehrmacht ;
- Walter Andreas Schwarz (1913-1992), chanteur et écrivain ;
- Helmut Stein (né en 1942), footballeur ;
- Joachim Telle (1939-2013), philologue et historien.